# Hit & Miss
Hit & Miss is een zesdelige Britse televisieserie die tussen 22 mei 2012 en 26 juni 2012 uitgezonden werd op Sky Atlantic. Amerikaans actrice Chloë Sevigny speelt de hoofdrol in de serie en werd voor haar rol genomineerd voor een Satellite Award in de categorie beste actrice in een dramaserie. De serie werd in Vlaanderen uitgezonden door Acht.

## Overzicht
Mia, een preoperatieve man-naar-vrouw transseksueel werkt in het criminele milieu als huurmoordenaar. Op een dag krijgt ze te horen dat haar ex-vriendin Wendy overleden is aan kanker en dat ze samen een zoon hebben. Voor haar dood heeft Wendy Mia aangeduid als voogd over hun zoon en haar andere drie kinderen, die op een landelijke boerderij wonen in Yorkshire. Mia tracht de ouderlijke rol voor haar zoon en drie stiefkinderen op te nemen en deze te combineren met haar ongewone beroep.

## Rolverdeling
- Chloë Sevigny als Mia
- Peter Wight als Eddie – Mia's baas, een crimineel uit Manchester
- Jonas Armstrong als Ben – Mia's vriend
- Vincent Regan als John – Eigenaar van de boerderij
- Ben Crompton als Liam – Broer van Wendy
- Karla Crome als Riley – Wendy's dochter, Mia's stiefdochter
- Reece Noi als Levi – Wendy's zoon, Mia's stiefzoon
- Jorden Bennie als Ryan – Wendy's en Mia's zoon
- Roma Christensen als Leonie – Wendy's dochter, Mia's stiefdochter